# Raúl Izaguirre
Raúl Izaguirre es un actor mexicano, de cine, teatro y televisión, radicado en los Estados Unidos.

## Biografía
Después de haber sido jugador profesional de Cesta punta o jai alai siguiendo los pasos de su tío el famoso pelotari mexicano apodado EL Loco Izaguirre figura de ese deporte en los años 40. Raúl debutó como pelotari en el frontón de Acapulco, México del año 1967 a 1970  abandono ese deporte ante el fallecimiento de su madre y su tía que era como su segunda madre fallecidas ambas el mismo año de 1970 con seis meses de diferencia.Un poco confundido ante tan trágicas muertes, decidió estudiar arte dramático en la academia de Andrés Soler de La Asociación Nacional de Actores (ANDA) permaneció en dicha academia tres años cursando la carrera con profesores como Fernando Torre Laphan, Augusto Benedico, Luis Gimeno y Miguel Córcega.
Al inicio de su carrera y para mantenerse económicamente, se le presentó la oportunidad de trabajar en diferentes actividades, como el mundo del modelaje haciendo pasarela fotos publicitarias, comerciales, fotonovela y algunos papeles como extra en Cine y Televisión. En el año de 1973 por fin llega la ansiada oportunidad de participar en dramatizados como actor en Televisa México con una pequeña participación en la telenovela Mi primer Amor.
Posteriormente en canal 13 que era propiedad del gobierno en 1973, con la telenovela Los miserables de Victor Hugo, donde participó con Sergio Bustamante, Magda Guzmán y Diana Bracho haciendo el personaje de Teodulo. También participa en ese mismo canal del gobierno en programas dramatizados como La Hazaña de México, Los Lunes de Teatro en donde comparte escenario con destacados actores mexicanos como Miguel Manzano, Alicia Montoya, María Rojo, Susana Alexander, Eric del Castillo y otros más. 
Presionado y aburrido por el difícil ambiente que reina en la televisión mexicana llena de situaciones aberrantes e incómodas involucradas con la cuestión sexual, decide viajar a Bogotá, Colombia en el año 1975, ante la falta de contactos en el medio televisivo en la capital colombiana, monta un restaurante de comida mexicana que resultó ser muy exitoso. En su restaurante son clientes asiduos directores y actores de la televisión colombiana como Julio César Luna, Fernando González Pacheco, Bernardo Romero Pereiro, entre otros; donde les comenta que es actor y le brindan la oportunidad de trabajar en diferentes series y telenovelas siendo la más exitosa la telenovela llamada Pero sigo siendo el rey interpretando a Simón Reynosa en el año de 1984 alternando con grandes actores colombianos como Carlos Muñoz, María Eugenia Dávila, Jorge Emilio Salazar, Natalia Giraldo y otros, la telenovela ha sido de las de más alto rating en la televisión colombiana, tanto que después de terminada la novela parte del elenco fue contratado para presentarse en vivo en diferentes ciudades del país.
Después de su participación en la exitosa novela siguió su carrera en telenovelas como La Estrella de las Bahum, El Refugio, Corazón de Fuego, Alma Fuerte, Al final del Arco Iris, Las Ibañez y muchas series unitarias durante la década de los 80's alternando papeles entre protagónicos, antagónicos y de reparto. También incursiona en el teatro colombiano con la obra Bodas de Sangre de Federico García Lorca en el personaje de Leonardo, repitiendo otra puesta en escena en el año 1995 de la misma obra mismo personaje con otra compañía de teatro. 
Volviendo a su país natal en el año 1990, graba la telenovela Amor de nadie, donde trabaja junto a Lucía Méndez y Saúl Lisazo. También participa en la película Miroslava 1992 encarnando a Ernesto Alonso. En el año 1995 regresa a Colombia donde es invitado por la productora colombiana Jorge Barón Televisión para trabajar en La Ley de la Calle al lado de los actores Luis Fernando Montoya y Nelly Moreno, ese mismo año producciones JES lo invita a participar en una pequeña serie de poco éxito llamada Amor Amor, protagonizada por la actriz Consuelo Luzardo.
Por múltiples razones hace una pausa en su carrera y en el año 2004 decide viajar a los Estados Unidos más concretamente a la ciudad de Miami. Se encuentra con ejecutivos colombianos de Telemundo que lo recuerdan por su participación en las telenovelas colombianas y lo contratan en ese mismo año para participar en la telenovela ¡Anita, no te rajes! junto a los actores Ivone Montero, Jorge Enrique Abello y Natalia Streignard; haciendo el personaje del papá de Anita. En 2005 continua con la empresa de Telemundo donde participa en El cuerpo del deseo protagonizada por Lorena Rojas y Mario Cimarro. Otras de las telenovelas que le siguen son Tierra de pasiones (2006) y Bajo Las Riendas Del Amor(2006-2007) con FonoVideo. En el 2007 regresa a Telemundo y participa en Pecados ajenos junto a Lorena Rojas (†), Mauricio Islas y Sonya Smith. En el 2008 participa en El rostro de Analía, junto a Martin Karpan, Elizabeth Gutiérrez y Maritza Rodríguez. También participa con mucho éxito haciendo el personaje de Luigi Dorado en Perro amor, Venevisión lo invita a participar en la telenovela Corazón apasionado. En 2012 decide viajar a México visita la empresa Televisa y tiene una participación especial en Qué bonito amor. al lado de grandes figuras como Angelica Maria, Jorge Salinas, Danna Garcia y otros, también tiene una pequeña intervención en Por ella soy Eva al lado de Lucero. Regresa a Miami donde participa en la exitosa telenovela Santa diabla de Telemundo en el personaje de Vicente Robledo el verdadero padre del TIBURÓN BLANCO junto a Carlos Ponce, Gaby Espino, Ximena Duque y Aarón Díaz. Su más reciente trabajo fue en la serie intitulada Ruta 35 de próxima aparición realizada por Venevision. 
Raúl Izaguirre imparte clases de actuación, dicción y acento neutro en la ciudad de Miami desde el año 2004.

## Telenovelas, series de televisión y programas
México
En Canal 13
- Los miserables (1973) - Teódulo
- La Hazaña de México (1973)
- Los Lunes de Teatro (1973)

En Televisa
- Mi primer amor (1973)
- Amor de nadie (1990) - Eduardo
- La sonrisa del diablo (1991)
- Las dos caras de Ana (2006) - Don Benito
- Bajo las riendas del amor (2007) - Profesor Alberto Urrutia
- Qué bonito amor (2012) - Don Braulio
- Por ella soy Eva (2012)

Colombia
- Pero sigo Siendo El Rey (1984) - Simón Reynosa
- La Estrella De Las Bahum (1984)
- El Refugio  (1985)
- Los cuervos   (1986)
- Al final del arco iris (1986)
- Corazón de fuego  (1987)
- Alma Fuerte (1989)
- La ley de la calle (1996)
- Amor, Amor (1996)

Estados Unidos
En Telemundo
- ¡Anita, no te rajes! (2004) - Rafael Aristizábal
- El cuerpo del deseo (2005) - Garces
- Tierra de pasiones (2006) - Carlos Domínguez
- Decisiones Diez producciones
- Pecados ajenos (2007) - Eduardo Larios
- El rostro de Analía (2008) - Aguirre
- Perro Amor (2010) - Luigi Dorado
- Santa diabla (2013) - Vicente Robledo

Venezuela
En Venevisión
- Corazón apasionado (2011) - Ignacio Meléndez
- Ruta 35 (2014) - Felipe Sánchez

Otras participaciones

## Filmografía
- Miroslava (1993) - Ernesto Alonso

## Teatro
- Una pura y dos con sal - México (1971)
- Ceremonia - México (1971)
- Milagro en el mercado viejo -  México (1972)
- Black jack -  México (1972)
- Los títeres de cachiporra - México (1974)
- Fecho notorio de egolatría publica - México (1974)
- Bodas de sangre - Colombia (1987) y (1995)
- Mojito para dos - Miami (2008)
- Bodas de sangre - Miami (2010)